# Мексика на зимних Паралимпийских играх 2018
Мексика на зимних Паралимпийских играх 2018 года в Пхёнчхане была представлена одним спортсменом (Эрли Аристидес Веласкес Пекалада) в соревнованиях по горнолыжному спорту.

## Состав и результаты

### Горнолыжный спорт
| Соревнования      | Класс | Спортсмены                       | Заезд 1/ Скоростной спуск | Заезд 1/ Скоростной спуск | Заезд 2/ Слалом      | Заезд 2/ Слалом      | Заезд 3/ Кросс | Заезд 3/ Кросс | Время   | Место |
| Соревнования      | Класс | Спортсмены                       | Время                     | Место                     | Время                | Место                | Время          | Место          | Время   | Место |
| ----------------- | ----- | -------------------------------- | ------------------------- | ------------------------- | -------------------- | -------------------- | -------------- | -------------- | ------- | ----- |
| Скоростной спуск  | Сидя  | Эрли Аристидес Веласкес Пекалада | DNF                       | DNF                       | отменены             | отменены             | отменены       | отменены       | DNF     | —     |
| Супер-гигант      | Сидя  | Эрли Аристидес Веласкес Пекалада | Нет данных                | Нет данных                | Нет данных           | Нет данных           | Нет данных     | Нет данных     | 1:32.67 | 17    |
| Гигантский слалом | Сидя  | Эрли Аристидес Веласкес Пекалада | DNF                       | DNF                       | Завершил выступление | Завершил выступление | Нет данных     | Нет данных     | —       | —     |